# Fiserv Forum
Das Fiserv Forum (Eigenschreibweise: fiserv.forum) ist eine Mehrzweckhalle in der US-amerikanischen Stadt Milwaukee im Bundesstaat Wisconsin. Sie ist die neue Heimspielstätte der Milwaukee Bucks aus der National Basketball Association (NBA) sowie der NCAA-College-Basketball-Mannschaft der Marquette Golden Eagles der Marquette University (Big East Conference). Sie ersetzt das 1988 eröffnete BMO Harris Bradley Center, das nach der Eröffnung im August 2018, abgerissen wurde. Die Halle bietet den Zuschauern bei Basketballspielen 17.500 Plätze, zu Konzerten sind es 18.000. Hinzu kommen 34 Luxus-Suiten mit etwa 800 Plätzen und drei Clubs (BMO Club, Mezzanine Club und der Panorama Club). Die Baukosten beliefen sich auf 524 Mio. US-Dollar.

## Geschichte
Der Bau einer neuen Mehrzweckhalle war notwendig, da das BMO Harris Bradley Center nach heutigen Begriffen veraltet war und zu wenig Platz sowie Komfort bot. In der NBA waren nur die Oracle Arena (1966) in Oakland und der Madison Square Garden (1968) in New York älter als die Arena in Milwaukee. Beide Arenen wurden zwischenzeitlich renoviert und modernisiert. Darüber hinaus sind die Tage der Oracle Arena als Spielstätte der Warriors gezählt. Im Herbst 2019 ist das Franchise in das neu errichtete Chase Center in San Francisco eingezogen.
Das Bradley Center für 90 Mio. US-Dollar war ein Geschenk von Jane Bradley Pettit zu Ehren ihres Vaters, dem Industriellen Harry Lynde Bradley (Mitgründer von Allen-Bradley). Es gab jedoch keine Rücklagen für den langfristigen Kapitalbedarf oder die jährlichen Betriebskosten, wodurch die Halle und deren Nutzer gegenüber andere Arenen benachteiligt waren. Das Center sollte neben den Bucks auch Spielort einer professionellen Eishockeymannschaft werden. Man versuchte Anfang der 1990er Jahre ein Expansion Team der National Hockey League in die Stadt zu holen, was aber an den hohen Kosten scheiterte. Schon 2008 galt die Halle als nicht mehr zeitgemäß. Das Bradley Center bot rund 550.000 sq ft (über 51.097 m²) Fläche. Neuere Arenen bieten mehr als 700.000 sq ft (etwa 65.032 m²). An der Südwestseite befand sich ein Parkservice mit 100 Stellplätzen. Bei moderneren NBA-Hallen sind es bis zu 1000 Plätze. Lange Zeit war die Familie Bradley gegen einen Namenssponsor für die Arena, so fielen zusätzliche Einnahmen für den Betrieb und die Modernisierung weg.
Im März 2009 stellte der damalige Gouverneur Jim Doyle fünf Mio. US-Dollar aus dem Staatshaushalt von Wisconsin als Zuschuss für die Renovierung in Aussicht. Die Kosten für die Modernisierung beliefen sich laut der Betreiber zu dieser Zeit auf 23 Mio. US-Dollar. Auf der Liste stand veraltete Technik wie z. B. die Maschinen- und Heizungs-, Lüftungs- und Klimaanlagen, der Videowürfel, die Lichttechnik und Beschallungsanlage sowie die Eisfläche und die Bestuhlung. Hinzu kamen das reparaturbedürftige Dach sowie die Fassade.
Über Jahre behaupteten die Milwaukee Bucks mit ihrem Eigentümer und Senator Herb Kohl, dass die Halle veraltet sei. Am 18. September 2013 besuchte der spätere NBA-Commissioner Adam Silver das BMO Harris Bradley Center. Dabei stellte er klar, dass die Arena, nach den Standards der NBA, zu klein, unkomfortabel und ungeeignet sei. Er unterstütze die Bemühungen, das Franchise in Milwaukee halten zu wollen. Dabei beschrieb Besitzer Kohl die Probleme mit der Verlängerung des Mietvertrages des Bradley Center.
Rund ein halbes Jahr später, im April 2014, gab Herb Kohl bekannt, dass er das Franchise an die beiden New Yorker Hedgefonds-Investoren Marc Lasry und Wesley Edens für 550 Mio. US-Dollar verkauft. Ein Bestandteil der Vereinbarung war eine Rücklage von Kohl und den neuen Besitzern von jeweils 100 Mio. US-Dollar für den Bau einer neuen Multifunktionsarena. Kurz darauf stellte die NBA ein Ultimatum. Eine andere Halle oder ein Neubau, der zur Saison 2017/18 kurz vor der Fertigstellung stehen muss. Ansonsten würde die Liga das Franchise von Lasry und Edens zurückkaufen und an eine von zwei Interessentengruppen in Las Vegas oder Seattle weiterverkaufen. Dies hätte wohl den Verlust der Bucks für Milwaukee bedeutet.
Im Sommer 2015 machte die Sicherung der Finanzierung des Neubaus große Fortschritte. Der Senat von Wisconsin genehmigte am 15. Juli 2015 mit 21:10 Stimmen die Finanzierung der Mehrzweckarena mit öffentlichen Subventionen in Höhe von 250 Mio. US-Dollar. Zwei Wochen später, am 28. Juli, stimmte das Wisconsin State Assembly, das Unterhaus des Bundesstaates, mit 52:34 Stimmen ebenfalls zu. Man ging von Gesamtkosten von 500 Mio. US-Dollar aus, die in einer öffentlich-privaten Partnerschaft zur Hälfte mit Kohl und den neuen Besitzern geteilt werden sollten. Etwaige Mehrkosten gingen zu Lasten der Milwaukee Bucks. Gouverneur Scott Walker unterzeichnete am 12. August 2015 im Wisconsin State Fair Park in West Allis den Ausgabenplan für die neue Halle. Als letztes stimmte am 22. September des Jahres auch der Stadtrat von Milwaukee mit 12:3 Stimmen zu.
Für das Design des Neubaus wurden die Architekturbüros Populous und HNTB Corporation aus Kansas City, Missouri, sowie Eppstein Uhen Architects aus Milwaukee ausgewählt. Dies gaben die Milwaukee Bucks am 25. Februar 2015 bekannt. Auf einer Fläche von 30 Acre (121.406 m²) wird über die Jahre ein neuer Bezirk um die Arena als Mittelpunkt mit Wohnungen, Läden und Unterhaltungsindustrie entstehen. Die Milwaukee Bucks unterschrieben am 13. April 2016 einen Pachtvertrag für die Nutzung der Arena über 30 Jahre. Auch die NCAA-Männer-College-Basketballmannschaft der Marquette Golden Eagles wechselte nach 30 Jahren vom Bradley Center in das Fiserv Forum.
Am 18. Juni 2016 wurde direkt neben der alten Spielstätte der erste Spatenstich für die Arena unter dem Projektnamen Wisconsin Entertainment and Sports Center, während der zweiten, jährlich stattfindenden Bucks Summer Block Party gesetzt.
Die Stadt Milwaukee erteilte am 31. Mai 2018 das Certificate of Occupancy, was es den Milwaukee Bucks erlaubte in Teilen des nahezu fertiggestellten Baus einzuziehen. Zum Nachhaltigkeitsprogramm der Arena gehört ein Verzicht auf Plastiktrinkhalme und die Verwendung von kompostierbaren Lebensmittelverpackungen.
Das Wisconsin Entertainment and Sports Center erhielt Ende Juli 2018 seinen zukünftigen Namen. Das in Milwaukee ansässige Unternehmen Fiserv, aus dem Bereich Zahlungsverkehrs-Dienstleistungen und Software für Banken sowie der Finanz- und Retailbranche, wurde Namenssponsor der neuen Heimspielstätte der Bucks. Zukünftig trägt sie den Namen Fiserv Forum. Die Vereinbarung zwischen dem Franchise und der Fiserv Inc. geht über 25 Jahre. Über den finanziellen Umfang des Vertrages wurden keine Angaben gemacht.
Am 26. August 2018 fand die feierliche Eröffnung (Open House) mit dem symbolischen Durchschneiden des Bandes im Rahmen der vierten Bucks Summer Block Party statt. Neben rund 50.000 Besuchern waren aktuelle und ehemalige Spieler der Bucks (wie Kapitän Giannis Antetokounmpo, Khris Middleton, Kareem Abdul-Jabbar, Vin Baker, Marques Johnson, Jon McGlocklin, Steve Novak und Michael Redd), Headcoach Mike Budenholzer, die Besitzer Wes Edens, Marc Lasry, Jamie Dinan und Mike Fascitelli, Herb Kohl, Governor Scott Walker, Bürgermeister Tom Barrett und NBA-Commissioner Adam Silver bei der Zeremonie anwesend. Im Rahmen der Feierlichkeit erhielt die Straße vor dem Forum den Namen Herb Kohl Way. Nach dem offiziellen Teil konnten die Besucher einen ersten Blick in die neue Heimat der Bucks werfen. Das Fiserv Forum bietet eine Fläche von 730.000 sq ft (etwa 67.820 m²) und ist 128 ft (rund 39 Meter) hoch. Die Bauarbeiten fanden unter der Führung des Bauunternehmens Mortenson Construction statt. Es wurden über 8000 Tonnen Baustahl verbaut. Die über 3800 Handwerker investierten etwa zwei Millionen Arbeitsstunden in die Errichtung. 76 Prozent der Arbeiten wurden von Firmen aus Milwaukee durchgeführt. Die Fassade auf der Nordseite wurde mit 80.440 sq ft (ca. 7474 m²) Zink-Paneelen verkleidet. Die Halle ist mit 16 „Wireless Access Zones“, 300 Antennen für schnellen Internetzugang und mehr als 800 HD-Flachbildschirmen ausgestattet. Der Videowürfel von Daktronics unter der Hallendecke hat eine Fläche von über 3900 sq ft (ca. 360 m²) und ist, laut Angabe der Milwaukee Bucks, der größte der Liga. Insgesamt ist die Arena mit einer Fläche von über 12.000 sq ft (ca. 1115 m²) Videoleinwänden ausgestattet. In der Halle sind 31 Kioske für Essen und Trinken sowie fünf Großküchen verteilt. Darüber hinaus wurde im Fiserv Forum eine eigene Kunstausstellung, die Milwaukee Bucks Art Collection, mit 79 Werken und 43 Fotografien von 32 Künstlern und 120 Studenten integriert.
Ebenfalls zur Ausstattung der Arena gehört eine Eisfläche im Format der NHL und NCAA-Eishockey, die neben Testspielen der NHL und das NCAA Frozen Four auch für Eisshows wie Disney on Ice genutzt werden kann.
Die erste Veranstaltung in der neuen Arena waren am 22. August 2018 die 7. Wisconsin Sports Awards. Das erste Konzert gaben am 4. September 2018 die Rockband The Killers aus Las Vegas mit der aus Milwaukee stammenden Vorgruppe Violent Femmes vor 12.000 Besuchern. Das erste Spiel der Bucks in der Preseason fand am 3. Oktober 2018 gegen die Chicago Bulls (116:82) statt. Die erste Partie der Regular Season gegen die Indiana Pacers (118:101) wurde am 19. Oktober ausgetragen. Die Marquette Golden Eagles trugen ihre erste Partie im Fiserv Forum am 30. Oktober in der Preseason gegen die Carroll University Pioneers (87:44) aus. Eine Woche später, am 6. November, folgte das erste Heimspiel der Regular Season gegen die UMBC Retrievers (67:42).
Am 2. Oktober 2022 ist ein Preseason-Eishockeyspiel der National Hockey League (NHL) zwischen den Chicago Blackhawks und Minnesota Wild im Fiserv Forum geplant. Es wird die erste Eishockeypartie in der Arena und seit 1993 die erste Begegnung der Liga in der Stadt Milwaukee.
Vom 15. bis zum 18. Juli 2024 fand in der Halle die National Convention der Republikanischen Partei statt.

## Galerie

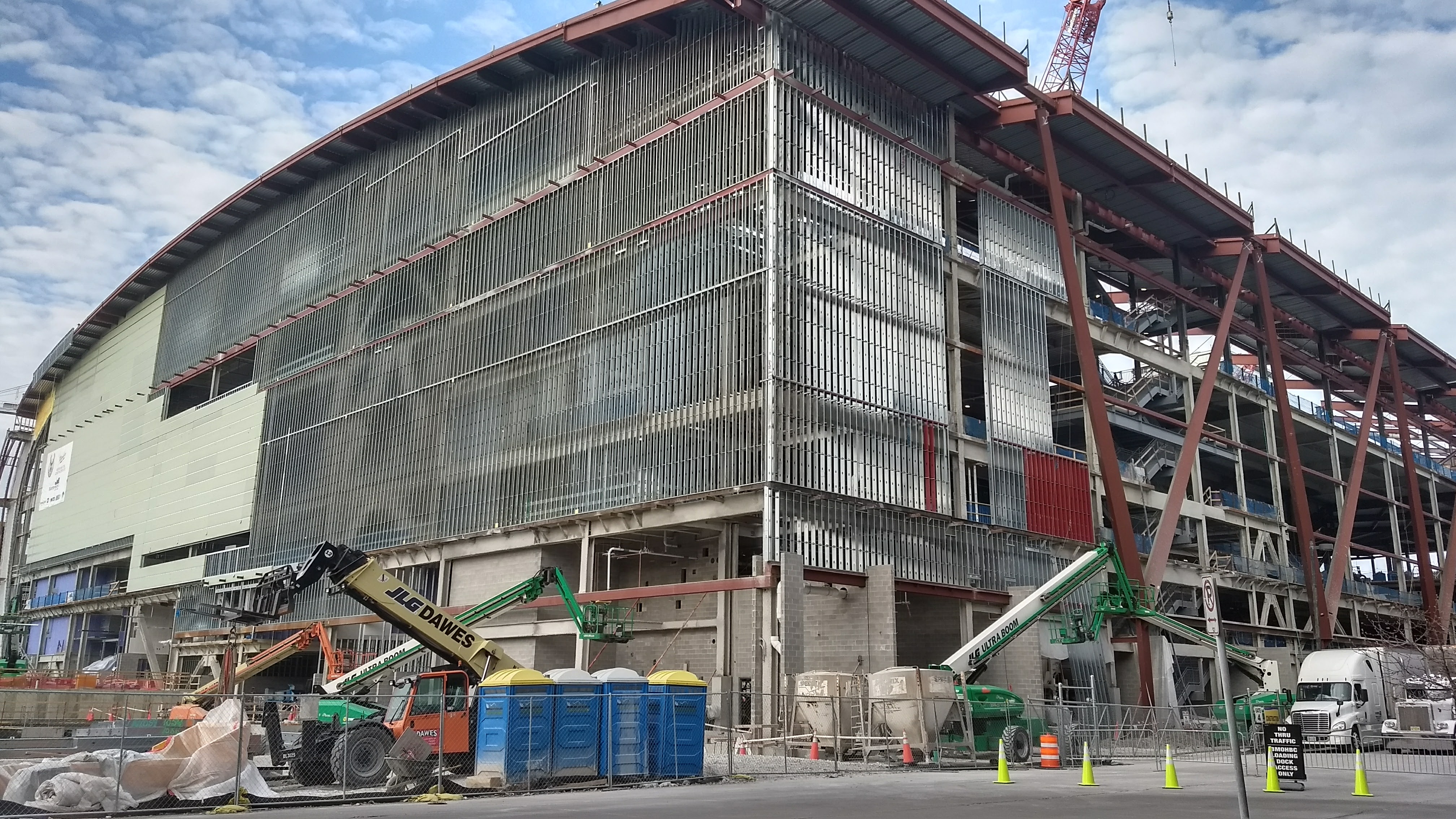
Die Baustelle im Mai 2017
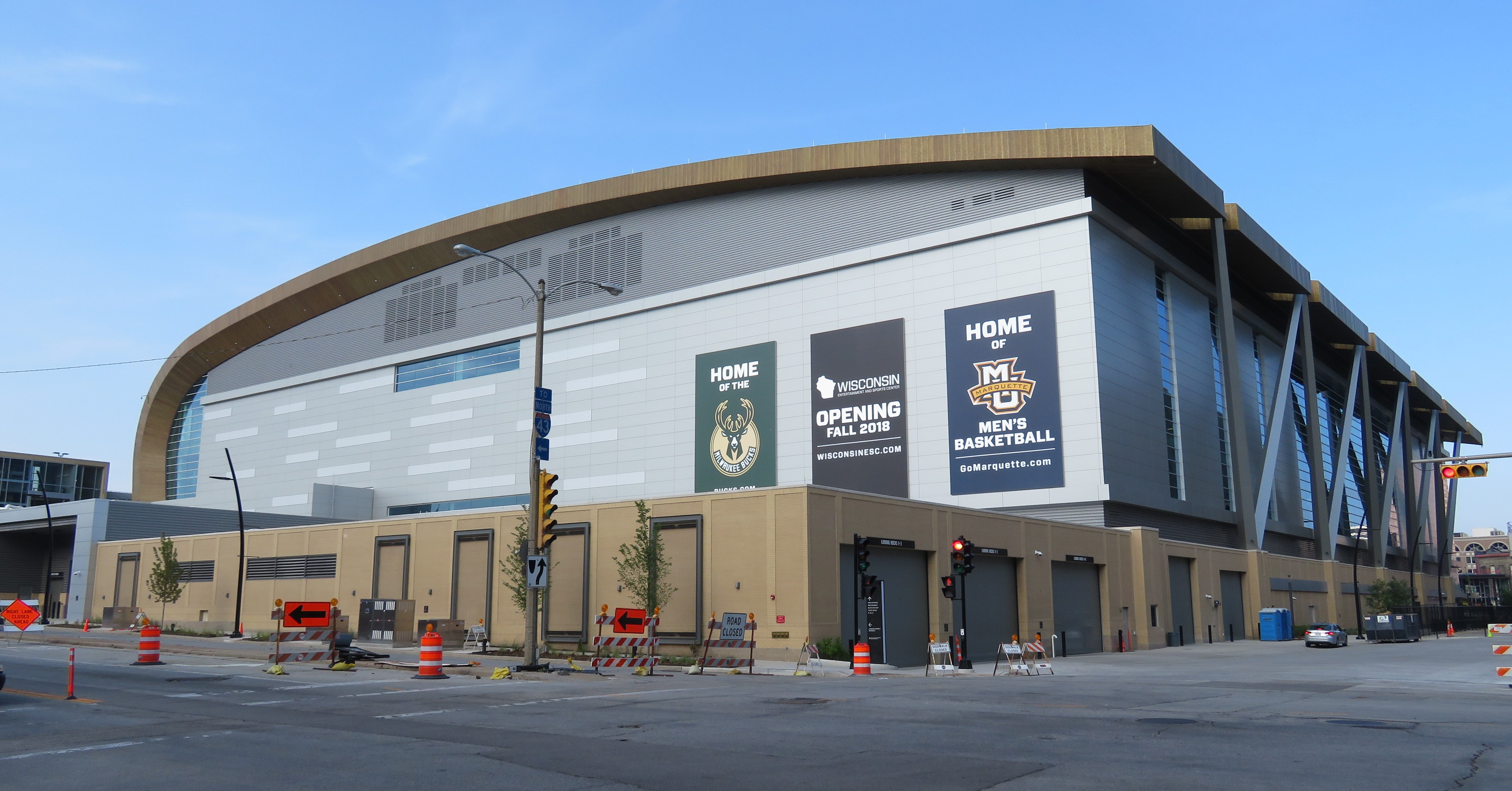
Die Südwestseite des Fiserv Forum (Juli 2018)
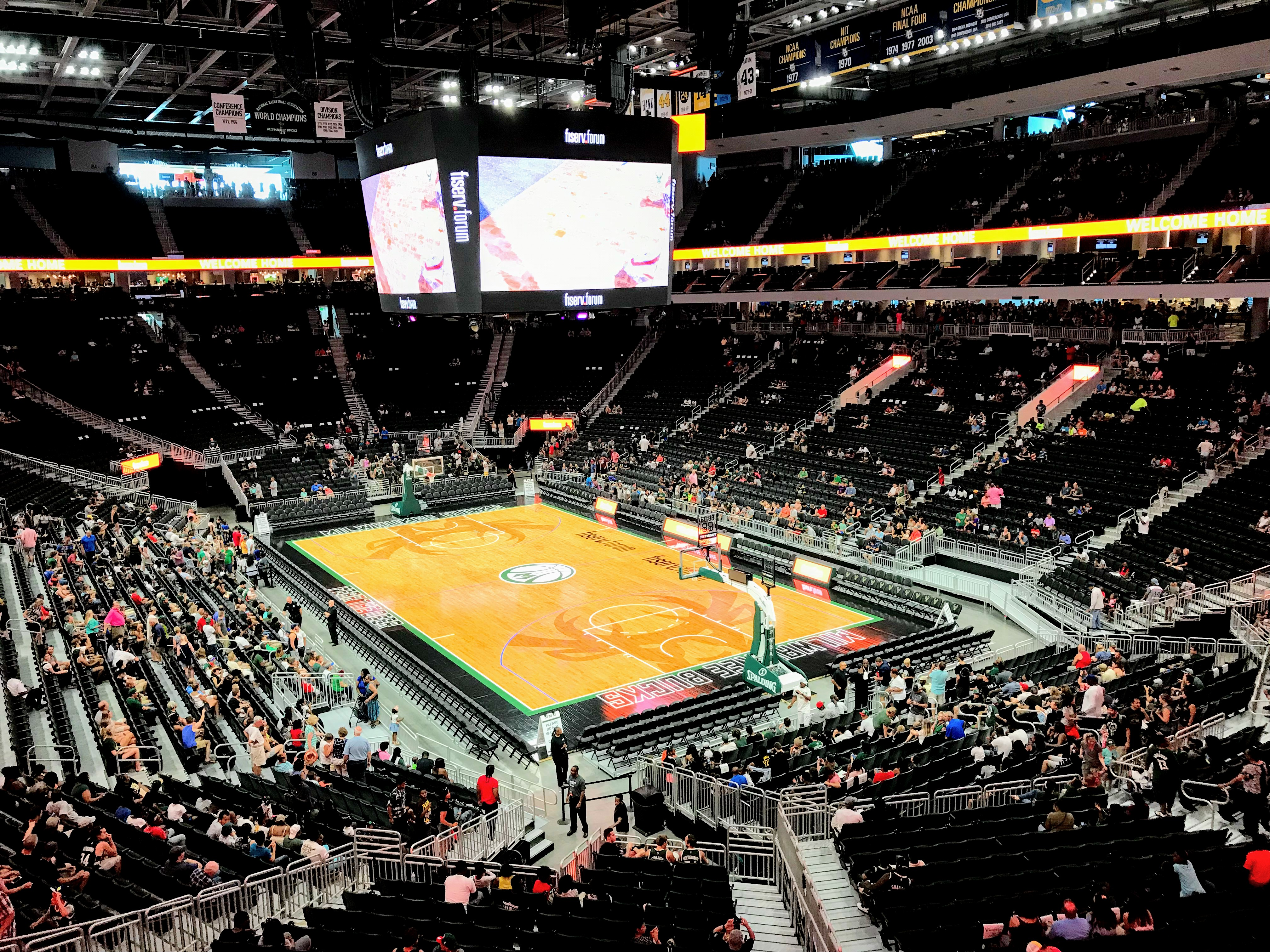
Innenansicht des Fiserv Forum bei einem Heimspiel der Milwaukee Bucks
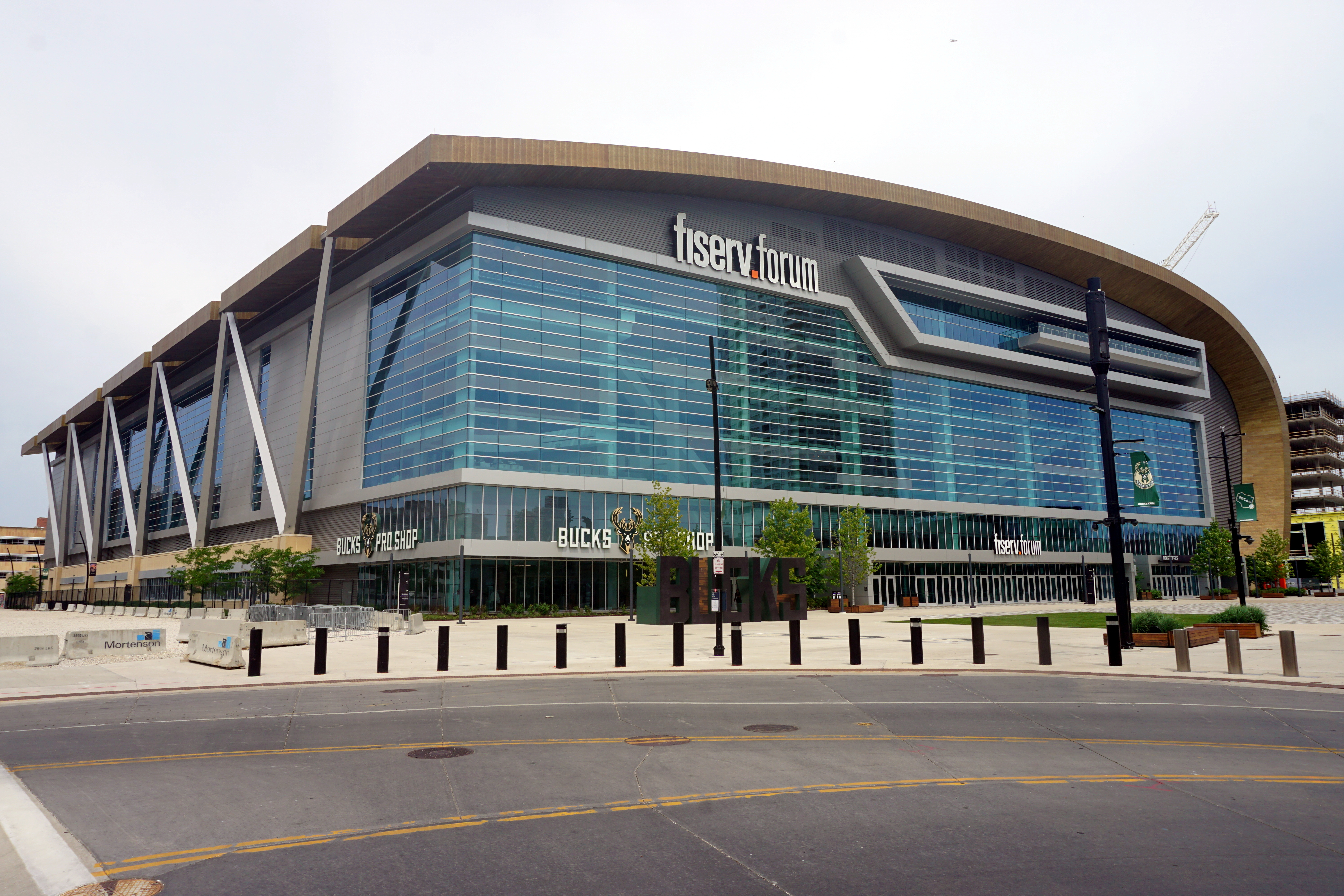
Die Südostseite des Fiserv Forum (Juli 2022)